# 川村幼稚園
川村幼稚園（かわむらようちえん）は、東京都豊島区目白2丁目に所在する私立共学幼稚園。大半の女子園児は川村小学校へ進学する。

## 沿革
- 1927年、川村女学院付属幼稚園開設。
- 1948年、川村女学院付属幼稚園開設廃止。
- 1952年、川村幼稚園開設。
- 1953年、六華幼稚園開設
- 1965年、六華幼稚園を川村第二幼稚園と改称
- 1993年、川村学園小倉台幼稚園開設
- 1999年、川村第二幼稚園廃止
- 2006年、川村学園小倉台幼稚園廃止

## 制服
女子の制服は、セーラー服となっている。そして、セーラーカラー、カフス、袖には、川をデザインした長さの異なる3本ラインが描かれている。この全体デザインは創立翌年の1925年に制定されて以来、ほとんど変わることなく受け継がれている。
冬服は、紺のセーラー服（赤ネクタイ付）となっている。夏服は、白のセーラー服（ブルーネクタイ付）となっている。
なお、全体デザインは異なるが、3本ラインのデザインは同学園の小学校・中学校・高等学校にも共通する。

## 関連学校
- 川村学園女子大学
- 川村中学校・高等学校
- 川村小学校

## 著名な出身者
- 梅宮アンナ（ファッションモデル・タレント、幼稚園～中学校卒業まで在学）
- 草刈民代（女優・元バレリーナ、幼稚園～高校中途まで在学）
- 曽根由希江（シンガーソングライター・ラジオDJ、幼稚園～高校卒業まで在学）